# پاور رنجرز (فیلم)
پاور رنجرز یا تکاوران قدرت (به انگلیسی: Power Rangers) یک فیلم آمریکایی در ژانر ابرقهرمانی به کارگردانی دین ایزرالایت و نویسندگی جان گاتینز است که بر اساس فرنچایزی به همین نام ساخته شده‌است. از بازیگران آن می‌توان به دیکر مونتگمری، نائومی اسکات، آرجی کایلر، بکی جی، لودی لین، بیل هیدر، برایان کرانستون و الیزابت بنکس اشاره کرد.
نخستین نمایش پاور رنجرز در تاریخ ۲۲ مارس ۲۰۱۷ در لس آنجلس بود، و سپس در ۲۴ مارس ۲۰۱۷ در ایالات متحده اکران شد.